# Windows 3.1家族
Windows 3.1家族是微软于1992年到1994年间所發行的Windows系列操作平台。除Windows 3.1和Windows 3.11外，亦包括仅限于中国大陆市场并只有简体中文版的Windows 3.2（内部版本号为3.11）。
Windows 3.1家族的系统均需從MS-DOS操作系统執行。MS-DOS的文件管理程序被基于图标的程序管理程序（Manager）以及基于列表的文件管理程序（Winfile）取代，由此简化了程序的启动。控制面板作为系统设置的中心，包括了诸如界面颜色主题的有限控制功能。一些捆绑的应用程序也包括在Windows内，例如“写字板”、“计算器”等。

## 版本

### Windows 3.1
1992年4月6日，作为Windows 3.0的继任者Windows 3.1发行。随后的版本在1992至1993年间发布，直到1995年开始被Windows 95取代。在Windows 3.1的生命周期中，Windows 3.1对仍然基于MS-DOS的平台引入了多个增强功能，包括改进系统稳定性并扩展对多媒体、TrueType字体和工作组联网的支持。
为增加系统稳定性，Windows 3.1取消了对实模式的支持，至少需要286 PC和1MB内存才能运行。某些旧的功能被移除，例如CGA图形支持（尽管Windows 3.0的CGA驱动程序仍然可以在3.1上运行），以及与实模式Windows 2.x应用程序的兼容性。
Windows 3.1添加了对TrueType字体的支持，为Windows应用程序提供了可伸缩的字体，而不必求助于第三方字体技术，如Adobe Type Manager。Windows 3.1包括了三种带有常规、粗体、斜体和粗斜体版本的字体（Arial、Courier New和Times New Roman）以及可伸缩符号集合（Symbol）。Truetype字体可以取决于所调用的应用程序进行任意大小的伸缩以及旋转。
在386增强模式中，如果DOS应用程序支持鼠标，则窗口化DOS应用程序可以让用户使用Windows鼠标指针操作程序中的菜单和其他对象。少数DOS应用程序（如Microsoft Word的最新版本）可以访问Windows剪贴板。Windows自身附带的驱动程序不能直接与DOS应用程序一起工作，并且鼠标等硬件需要在启动Windows之前加载DOS驱动程序。
Windows 3.1中的图标除了具有更详细的外观外还能够拖拽。假设文件与能够处理打印任务的应用程序（如文字处理器）相关联，则可以将文件拖拽到打印管理器图标上，该文件会由当前打印机打印。或者可以将文件拖拽出文件管理器并放到应用程序图标或窗口上进行处理。
与Windows 3.0的最大内存限制为16MB不同，Windows 3.1在386增强模式下理论上可以访问最大4GB的内存，而实际上限是256MB。但是，任何单个进程都不能使用超过16MB的内存。与Windows 3.0相比，文件管理器有了显著改进。Windows 3.0 with Multimedia Extensions中附带的多媒体扩展在Windows 3.1中得到了增强，并且对所有Windows 3.1用户都可用。
Windows 3.1可通过720KB、1.2MB和1.44MB软盘发行媒介获得。它也是第一个以CD-ROM形式分发的Windows版本（尽管在Windows for Workgroups 3.11中更为常见），它通常随MS-DOS 6.22一并提供在一张CD上。完整安装后的Windows 3.1占用大约10MB和15MB的硬盘空间。
Windows 3.1中通过的32位磁盘访问（仅限386增强模式）通过使用32位保护模式驱动程序而非16位BIOS功能（需要Windows暂时退出保护模式）提高了系统性能。而Windows 3.1还引入了用于存储系统和应用程序的设置信息的注册表。
Windows 3.1是第一个可以通过Command.com启动Windows程序的版本。

#### Windows 3.1 for Central and Eastern Europe
Windows 3.1 for Central and Eastern Europe是微软专门为中欧和东欧地区发布的Windows 3.1版本，该版本允许使用西里尔字母，并使用带有中欧和东欧语言特征的变音符号的字体。微软引入了自己的代码页（Windows-1250），并支持其违反许多国家/地区的ISO标准的使用（例如，官方的波兰语代码页为ISO-8859-2，微软忽略了该代码页，但当代Internet Explorer版本支持该代码页 ）。微软同样还发布了支持日语的Windows 3.1J，在日本市场上市的第一年（1993年）就发行了146万副本。

#### Modular Windows
Modular Windows是在Tandy视频信息系统（Tandy Video Information System）上运行的Windows 3.1的特殊版本。微软的目标是将Modular Windows作为各种设备（特别是用于连接电视的设备）的嵌入式操作系统，特别是那些设计用于连接电视的设备。然而，VIS是唯一已知的实际使用此Windows版本的产品。据称微软在VIS发布后不久就创建了一个新的且不兼容的Modular Windows版本(“1.1”)。目前尚无专用于Modular Windows 1.1的产品。

### Windows 3.11
Windows 3.11于1993年11月8日发布。与Windows 3.1相比，该版本并没有添加太多功能改进，主要包含的是对Windows 3.1的错误修复。但正因为这些修复，Windows 3.11被认为是Windows 3.1的一个重大改进，对该操作系统的流行起到了推动作用。微软用Windows 3.11取代了Windows 3.1的所有零售版，并向目前拥有Windows 3.1的所有用户提供免费升级。。

### Windows 3.2
Windows 3.2是微软专为中国大陆市场开发的视窗版本，仅提供简体中文版。1993年11月22日，微软为中国市场发布了Windows 3.1的简体中文版本。1994年4月14日，微软发布了更新，将其标识为Windows 3.2（但内部版本号为3.11)。因此，Windows 3.2是Windows 3.1中文版的更新版本。相比Windows 3.1，该版本是为了适应市场需要，同时修复了3.1版本对中文的核心兼容性问题，而专门定做和完善的版本，针对印刷和照排行业的需要，也做了深度的改进。这个版本是当年中国大陆的学校、企事业机关普遍使用的版本，中国大陆的软件开发商也纷纷基于此平台开发出第一代Windows软件，例如WPS Office 1.0和科利华电脑家庭教师。
Windows 3.2通常由计算机制造商附带着10张软盘版本的MS-DOS出售，该版本在基本输出和某些翻译的实用程序中也具有简体中文字符。

## Windows for Workgroups
Windows for Workgroups是Windows 3.1x的一个扩展，允许用户无需集中式身份验证服务器即可共享其资源并请求其他资源。它通过NetBIOS使用SMB协议。

### Windows for Workgroups 3.1
Windows for Workgroups 3.1于1992年10月发布（最初代号为Winball，以后称为Sparta），具有本机网络支持。它通过基于NetBIOS的NBF或IPX网络传输协议提供了SMB文件共享支持，并引入了傷心小棧紙牌游戏和VSHARE.386（SHARE.EXE的VxD版本）（终止和驻留程序）。

### Windows for Workgroups 3.11
Windows for Workgroups 3.11于1993年8月11日公布，并于1993年11月发布（最初代号为Snowball）。它支持32位文件访问，完整的32位网络重定向器以及在它们之间共享的VCACHE.386文件缓存。 WFW 3.11放弃了标准模式支持，并且需要386机器才能运行。
Windows 3.x需要Winsock程序包才能支持TCP/IP网络。此前Windows 3.x用户通常使用第三方程序包，但在1994年8月，微软发布了一个附加程序包（代号为Wolverine），该程序包在Windows中为Workgroups 3.11提供了TCP/IP支持。 Wolverine是一个32位堆栈（可通过WinSock Thunk从16位Windows应用程序访问），使其具有优于大多数可用的第三方TCP/IP Windows堆栈的性能。但是，它仅与Windows for Workgroups 3.11兼容，并且缺少对拨号的支持。 Wolverine堆栈是TCP/IP堆栈的早期版本，后来随Windows 95一起提供，并且为16到32位兼容性层提供了早期测试平台，这对于Windows 95的成功至关重要。
由于改进的功能和更高的稳定性，在1994年发布MS-DOS 6.22之后，WFW 3.11很大程度上取代了Windows 3.1，用于在新的个人电脑上进行安装。

## 争议
Windows 3.1家族系统的Beta测试版本的安装程序使用一段称为AARD的特殊代码，检测当前运行的DOS是MS-DOS还是其他的DOS操作系统（如DR-DOS）。AARD代码代码在MS-DOS和PC-DOS上成功运行数个功能测试，但在竞争对手的操作系统上会出现技术支持警告消息。如果系统不是MS-DOS，安装程序将失败。DR-DOS的开发者數位研究公司在Windows 3.x的Beta测试版本发布的几周后发布了一个补丁，屏蔽AARD代码以允许安装程序继续安装。而微软在Windows 3.1的最终版本中禁用了这段警告消息，但未将AARD代码删除。当Caldera从Novell手中购买到DR-DOS时，他们就AARD代码对微软提起诉讼，但后来达成和解。

## 影响
1995年8月发布的Windows 95取代了Windows 3.1家族。微软在2008年11月1日正式取消了对所有16位版本的Windows的支持。
在个人电脑世界中被淘汰后的Windows 3.1以及Windows for Workgroups 3.11作为嵌入式操作系统找到利基市场。截至2008年11月，维珍航空和澳洲航空都将其用于远程喷气式飞机上的某些机上娱乐系统。而在零售现金收银机中，Windows 3.1和Windows for Workgroups 3.11仍然作为嵌入式操作系统继续使用。此外，Windows 3.1还用作DOSBox中的辅助应用程序，以便在64位Windows上模拟Win16游戏。
2008年7月9日，微软宣布自2008年11月1日起，所有OEM分销商将不再提供用于嵌入式设备渠道的Windows for Workgroups 3.11。
2013年7月14日，Linux内核版本3.11被正式命名为“Linux For Workgroups”，出于对Windows for Workgroups 3.11的玩笑式的引用。